# Richmannovo pravilo
Richmannovo pravilo je izraz kojim se izračunava temperatura smjese, a glasi:
ΔT = m1 * c1 * t1 + m2 * c2 * t2 / m1 * c1 + m2 * c2, 
gdje su m1 i m2 mase tijela koja su u smjesi, c1 i c2 specifični toplinski kapaciteti tijela u smjesi, a t1 i t2 temperature tijela koji su u smjesi prije miješanja. 
Richmannovo pravilo izvedeno je iz formule za toplinu:
Q1=Q2
m1 * c1 * Δt1 = m2 * c2 * Δt2
m1 * c1 * (t - t1) = m2 * c2 * (t2 - t)
m1 * c1 * t - m1 * c1 * t1 = m2 * c2 * t2 - m2 * c2 * t
m1 * c1 * t + m2 * c2 * t = m1 * c1 * t1 + m2 * c2 * t2
t ( m1 * c1 + m2 * c2 ) = m1 * c1 * t1 + m2 * c2 * t2
Ovaj se izraz jos naziva i kalorimetrijaska jednadžba. Njezino ime dano je u čast njemačkom fizičaru Georgu Richmannu (1711. – 1753.)